# Llista de topònims de Casserres
Llista de topònims (noms propis de lloc) del municipi de Casserres, al Berguedà
Informació actualitzada per un bot. Els canvis manuals es perdran quan s'actualitzi!

## abric rocós
| imatge | Nom                | Ubicat a  | instància de | Detalls | coordenades                                                         | Protecció | Commons (més fotos) | Dades a WD                    |
| ------ | ------------------ | --------- | ------------ | ------- | ------------------------------------------------------------------- | --------- | ------------------- | ----------------------------- |
|        | Balma de Ca n'Eloi | Casserres | abric rocós  |         | 42° 01′ 33″ N, 1° 48′ 59″ E / 42.025959774997°N,1.81649447891352°E  |           |                     | Modifica les dades a Wikidata |
|        | Balma de Cal Calau | Casserres | abric rocós  |         | 42° 00′ 25″ N, 1° 49′ 08″ E / 42.0069096689013°N,1.81897300998568°E |           |                     | Modifica les dades a Wikidata |
|        | Balma dels Corbs   | Casserres | abric rocós  |         | 42° 01′ 23″ N, 1° 49′ 16″ E / 42.0229907997478°N,1.82117572901817°E |           |                     | Modifica les dades a Wikidata |

## casa
| imatge | Nom                             | Ubicat a               | instància de | Detalls                                                      | coordenades                                                                        | Protecció                                  | Commons (més fotos)             | Dades a WD                    |
| ------ | ------------------------------- | ---------------------- | ------------ | ------------------------------------------------------------ | ---------------------------------------------------------------------------------- | ------------------------------------------ | ------------------------------- | ----------------------------- |
|        | Torre de l'Ametlla de Casserres | l'Ametlla de Casserres | casa         | Estil: historicisme arquitectònic                            | 42° 02′ 39″ N, 1° 52′ 26″ E / 42.044055°N,1.873772°E                               | bé integrant del patrimoni cultural català | Torre de l'Ametlla de Casserres | Modifica les dades a Wikidata |
|        | cal Biel                        | Casserres              | casa         | Estil: arquitectura gòtica arquitectura popular 17th century | 42° 00′ 51″ N, 1° 50′ 27″ E / 42.014243°N,1.840892°E ca:Pl. de la Creu, 1 616 msnm | bé integrant del patrimoni cultural català | Cal Biel (Casserres)            | Modifica les dades a Wikidata |

## creu de terme
| imatge | Nom                   | Ubicat a  | instància de  | Detalls | coordenades | Protecció | Commons (més fotos)   | Dades a WD                    |
| ------ | --------------------- | --------- | ------------- | ------- | --- | --------- | --------------------- | ----------------------------- |
|        | Creu Roja (Casserres) | Casserres | creu de terme |         | 42° 01′ 23″ N, 1° 50′ 29″ E / 42.02304275962166°N,1.8414108630469064°E ca:Carretera BV-4132 PK 1+400                   |           | Creu Roja (Casserres) | Modifica les dades a Wikidata |
|        | creu de Ca n'Eloi     | Casserres | creu de terme |         | 42° 01′ 20″ N, 1° 48′ 22″ E / 42.02232237084042°N,1.8060172337164184°E                                                 |           |                       | Modifica les dades a Wikidata |
|        | creu de Salitons      | Casserres | creu de terme |         | 42° 00′ 27″ N, 1° 51′ 11″ E / 42.00759731004117°N,1.8531566180141767°E                                                 |           |                       | Modifica les dades a Wikidata |
|        | creu dels Sunyers     | Casserres | creu de terme |         | 42° 00′ 23″ N, 1° 50′ 03″ E / 42.00631309032815°N,1.8342961427476452°E ca:Camí de Cardona, davant de Can Rota 644 msnm |           | Creu dels Sunyers     | Modifica les dades a Wikidata |

## entitat singular de població
| imatge | Nom                    | Ubicat a  | instància de                                    | Detalls                                          | coordenades | Protecció                                  | Commons (més fotos)    | Dades a WD                    |
| ------ | ---------------------- | --------- | ----------------------------------------------- | ------------------------------------------------ | --- | ------------------------------------------ | ---------------------- | ----------------------------- |
|        | Casserres              | Casserres | entitat singular de població capital municipal  | 1387 hab                                         | 42° 00′ 45″ N, 1° 50′ 35″ E / 42.01257608°N,1.84314531°E 616 msnm                                                                   |                                            |                        | Modifica les dades a Wikidata |
|        | el Guixaró             | Casserres | entitat singular de població                    | Estil: arquitectura popular 135 hab              | 41° 59′ 46″ N, 1° 53′ 11″ E / 41.99611111°N,1.88638889°E 424 msnm                                                                   | bé integrant del patrimoni cultural català | El Guixaró             | Modifica les dades a Wikidata |
|        | l'Ametlla de Casserres | Casserres | entitat singular de població colònia industrial | Estil: arquitectura popular 19th century 153 hab | 42° 02′ 41″ N, 1° 52′ 25″ E / 42.04484°N,1.873745°E ca:L'Ametlla de Casserres, Casserres Sortida Gironella Nord de la C-16 460 msnm |                                            | L'Ametlla de Casserres | Modifica les dades a Wikidata |

## església
| imatge | Nom                                             | Ubicat a               | instància de                 | Detalls                                                                        | coordenades                                                                                       | Protecció                                  | Commons (més fotos)                              | Dades a WD                    |
| ------ | ----------------------------------------------- | ---------------------- | ---------------------------- | ------------------------------------------------------------------------------ | ------------------------------------------------------------------------------------------------- | ------------------------------------------ | ------------------------------------------------ | ----------------------------- |
|        | Mare de Déu de lʼAntiguitat de Casserres        | Casserres              | església                     | Estil: arquitectura neoclàssica arquitectura popular                           | 42° 00′ 56″ N, 1° 50′ 39″ E / 42.015539°N,1.844108°E 591 msnm                                     | bé integrant del patrimoni cultural català | Mare de Déu de lʼAntiguitat de Casserres         | Modifica les dades a Wikidata |
|        | Mare de Déu del Roser de l'Ametlla de Casserres | l'Ametlla de Casserres | església                     | Arquitecte: Alexandre Soler i March Estil: historicisme arquitectònic neogòtic | 42° 02′ 50″ N, 1° 52′ 20″ E / 42.047105°N,1.872304°E                                              | bé integrant del patrimoni cultural català | Mare de Déu del Roser de l'Ametlla de Casserres  | Modifica les dades a Wikidata |
|        | Mare de Déu dels Àngels de Casserres            | Casserres              | església església parroquial | Estil: barroc                                                                  | 42° 00′ 50″ N, 1° 50′ 32″ E / 42.014°N,1.84234°E                                                  | bé integrant del patrimoni cultural català | Church of the Mare de Deu dels Àngels, Casserres | Modifica les dades a Wikidata |
|        | Sant Esteve del Guixaró                         | Casserres              | església                     |                                                                                | 41° 59′ 51″ N, 1° 53′ 13″ E / 41.997508°N,1.886996°E ca:El Guixaró 420 msnm                       |                                            |                                                  | Modifica les dades a Wikidata |
|        | Sant Miquel de Fonogedell                       | Casserres              | església                     |                                                                                | 41° 59′ 22″ N, 1° 48′ 53″ E / 41.9894°N,1.81481°E ca:Fonogedell, entre Cal Blasi i Cal Cirera     | bé integrant del patrimoni cultural català |                                                  | Modifica les dades a Wikidata |
|        | Sant Pau de Casserres                           | Casserres              | església                     | Estil: arquitectura romànica 12nd century                                      | 42° 01′ 40″ N, 1° 50′ 35″ E / 42.02779722°N,1.84315°E ca:Costat septentrional del terme. 931 msnm | bé integrant del patrimoni cultural català | Sant Pau de Casserres                            | Modifica les dades a Wikidata |
|        | Sant Pere de Casserres                          | Casserres              | església priorat             |                                                                                | 42° 01′ 39″ N, 1° 51′ 15″ E / 42.02759053361534°N,1.8541449601203612°E                            |                                            |                                                  | Modifica les dades a Wikidata |

## font
| imatge | Nom                  | Ubicat a  | instància de | Detalls | coordenades                                                         | Protecció | Commons (més fotos) | Dades a WD                    |
| ------ | -------------------- | --------- | ------------ | ------- | ------------------------------------------------------------------- | --------- | ------------------- | ----------------------------- |
|        | font de Ca l'Escaler | Casserres | font         |         | 42° 00′ 31″ N, 1° 49′ 17″ E / 42.008560343889°N,1.8214501136586°E   |           |                     | Modifica les dades a Wikidata |
|        | font del Solerot     | Casserres | font         |         | 42° 01′ 58″ N, 1° 49′ 50″ E / 42.0327330915771°N,1.8305998217703°E  |           |                     | Modifica les dades a Wikidata |
|        | font dels Bous       | Casserres | font         |         | 42° 00′ 10″ N, 1° 48′ 56″ E / 42.0026778811114°N,1.81559784402019°E |           |                     | Modifica les dades a Wikidata |

## forn d'oli de ginebre
| imatge | Nom                         | Ubicat a  | instància de          | Detalls | coordenades                                                                            | Protecció | Commons (més fotos) | Dades a WD                    |
| ------ | --------------------------- | --------- | --------------------- | ------- | -------------------------------------------------------------------------------------- | --------- | ------------------- | ----------------------------- |
|        | Forn de ginebre de Casellas | Casserres | forn d'oli de ginebre |         | 42° 00′ 16″ N, 1° 48′ 19″ E / 42.00451°N,1.80532°E ca:Clot de les Barraques            |           |                     | Modifica les dades a Wikidata |
|        | Forn de ginebre del Ballús  | Casserres | forn d'oli de ginebre |         | 42° 00′ 05″ N, 1° 48′ 25″ E / 42.00152°N,1.80703°E ca:Cal Ballús; Devesa dels ginebres |           |                     | Modifica les dades a Wikidata |

## masia
| imatge | Nom                          | Ubicat a  | instància de  | Detalls                                  | coordenades | Protecció                                  | Commons (més fotos)   | Dades a WD                    |
| ------ | ---------------------------- | --------- | ------------- | ---------------------------------------- | --- | ------------------------------------------ | --------------------- | ----------------------------- |
|        | Barbats                      | Casserres | masia         | Estil: arquitectura popular 16th century | 42° 01′ 31″ N, 1° 51′ 45″ E / 42.025412°N,1.862632°E                                                                                     | bé integrant del patrimoni cultural català | Barbats               | Modifica les dades a Wikidata |
|        | Barraca del Bernadàs         | Casserres | masia         |                                          | 42° 00′ 46″ N, 1° 51′ 11″ E / 42.0126421488717°N,1.8531531353779°E                                                                       |                                            |                       | Modifica les dades a Wikidata |
|        | Barraca dels Pinyers         | Casserres | masia         |                                          | 42° 00′ 55″ N, 1° 51′ 27″ E / 42.015229904013°N,1.8575586510445°E                                                                        |                                            |                       | Modifica les dades a Wikidata |
|        | Bernades                     | Casserres | masia         | Estil: arquitectura popular              | 42° 02′ 38″ N, 1° 50′ 10″ E / 42.043768°N,1.836239°E ca:Sant Pau de Casserres                                                            | bé integrant del patrimoni cultural català |                       | Modifica les dades a Wikidata |
|        | Ca l'Escaler                 | Casserres | masia         |                                          | 42° 00′ 33″ N, 1° 49′ 05″ E / 42.0092061815872°N,1.8180851926956°E ca:Clot de les Barraques                                              |                                            |                       | Modifica les dades a Wikidata |
|        | Ca n'Eloi                    | Casserres | masia         | Estil: arquitectura popular              | 42° 01′ 30″ N, 1° 48′ 41″ E / 42.024874°N,1.811262°E                                                                                     | bé integrant del patrimoni cultural català | Ca n'Eloi (Casserres) | Modifica les dades a Wikidata |
|        | Cabanyes de Cal Rinxo        | Casserres | masia         |                                          | 42° 01′ 12″ N, 1° 49′ 21″ E / 42.0199783522679°N,1.82251166983373°E                                                                      |                                            |                       | Modifica les dades a Wikidata |
|        | Cal Barnadàs                 | Casserres | masia         | Estil: arquitectura popular              | 42° 00′ 53″ N, 1° 50′ 32″ E / 42.014593°N,1.842148°E                                                                                     | bé integrant del patrimoni cultural català | Cal Barnadàs          | Modifica les dades a Wikidata |
|        | Cal Bellús                   | Casserres | masia         |                                          | 42° 00′ 17″ N, 1° 48′ 25″ E / 42.004808809648°N,1.8070290701306°E ca:Clot de les barraques                                               |                                            |                       | Modifica les dades a Wikidata |
|        | Cal Blasi                    | Casserres | masia         | 1690                                     | 41° 59′ 24″ N, 1° 48′ 52″ E / 41.9899209646931°N,1.81436153577796°E ca:Fonogedell, al costat de l'ermita de Sant Miquel                  |                                            |                       | Modifica les dades a Wikidata |
|        | Cal Camadall                 | Casserres | masia         |                                          | 41° 59′ 50″ N, 1° 48′ 49″ E / 41.997109893567°N,1.81366061636375°E                                                                       |                                            |                       | Modifica les dades a Wikidata |
|        | Cal Carlís                   | Casserres | masia         |                                          | 42° 01′ 03″ N, 1° 49′ 34″ E / 42.017614500884°N,1.8261139968834°E                                                                        |                                            |                       | Modifica les dades a Wikidata |
|        | Cal Carreres                 | Casserres | masia         |                                          | 42° 02′ 44″ N, 1° 48′ 50″ E / 42.0456847217354°N,1.81396553344917°E                                                                      |                                            |                       | Modifica les dades a Wikidata |
|        | Cal Catiu de Baix            | Casserres | masia         |                                          | 42° 00′ 21″ N, 1° 49′ 23″ E / 42.0057266932503°N,1.82305227232375°E                                                                      |                                            |                       | Modifica les dades a Wikidata |
|        | Cal Cirera                   | Casserres | masia         | Estil: arquitectura popular              | 41° 59′ 19″ N, 1° 48′ 58″ E / 41.988607°N,1.815983°E                                                                                     | bé integrant del patrimoni cultural català |                       | Modifica les dades a Wikidata |
|        | Cal Cloter                   | Casserres | masia         |                                          | 42° 00′ 44″ N, 1° 49′ 09″ E / 42.0120993782439°N,1.81916683896847°E                                                                      |                                            |                       | Modifica les dades a Wikidata |
|        | Cal Conill                   | Casserres | masia         |                                          | 42° 00′ 56″ N, 1° 48′ 58″ E / 42.0156083823915°N,1.81620334473483°E                                                                      |                                            |                       | Modifica les dades a Wikidata |
|        | Cal Cotre                    | Casserres | masia         |                                          | 42° 00′ 24″ N, 1° 49′ 22″ E / 42.006596315801°N,1.82266189504563°E                                                                       |                                            |                       | Modifica les dades a Wikidata |
|        | Cal Daniel                   | Casserres | masia         |                                          | 42° 01′ 41″ N, 1° 50′ 42″ E / 42.0281780274265°N,1.84504619330641°E                                                                      |                                            |                       | Modifica les dades a Wikidata |
|        | Cal Floric                   | Casserres | masia         |                                          | 42° 00′ 23″ N, 1° 50′ 05″ E / 42.0064484016017°N,1.83464369328102°E                                                                      |                                            |                       | Modifica les dades a Wikidata |
|        | Cal Forroll                  | Casserres | masia         |                                          | 42° 02′ 08″ N, 1° 52′ 37″ E / 42.0356106899574°N,1.87704763663991°E                                                                      |                                            |                       | Modifica les dades a Wikidata |
|        | Cal França                   | Casserres | masia         |                                          | 42° 00′ 55″ N, 1° 48′ 50″ E / 42.0153226856602°N,1.81382940579051°E                                                                      |                                            |                       | Modifica les dades a Wikidata |
|        | Cal Fàbrega                  | Casserres | masia         |                                          | 42° 00′ 56″ N, 1° 48′ 31″ E / 42.0155392979461°N,1.80865625792995°E                                                                      |                                            |                       | Modifica les dades a Wikidata |
|        | Cal Gatzerí                  | Casserres | masia         |                                          | 42° 00′ 36″ N, 1° 49′ 09″ E / 42.0100725678366°N,1.81913187186955°E                                                                      |                                            |                       | Modifica les dades a Wikidata |
|        | Cal Genic                    | Casserres | masia         |                                          | 42° 00′ 09″ N, 1° 49′ 35″ E / 42.0025278555994°N,1.82641976481125°E                                                                      |                                            |                       | Modifica les dades a Wikidata |
|        | Cal Gep                      | Casserres | masia         | 1794                                     | 42° 00′ 38″ N, 1° 50′ 18″ E / 42.0106095621771°N,1.83821482727381°E ca:Camí de Cardona, s/n                                              |                                            |                       | Modifica les dades a Wikidata |
|        | Cal Llorenç                  | Casserres | masia         |                                          | 42° 00′ 33″ N, 1° 49′ 44″ E / 42.0090924474446°N,1.82895585493212°E                                                                      |                                            |                       | Modifica les dades a Wikidata |
|        | Cal Marquet                  | Casserres | masia         |                                          | 42° 00′ 03″ N, 1° 49′ 57″ E / 42.0007436803063°N,1.8325140019331°E ca:Fonollet                                                           |                                            |                       | Modifica les dades a Wikidata |
|        | Cal Marxant                  | Casserres | masia         |                                          | 41° 59′ 03″ N, 1° 50′ 29″ E / 41.9841717239451°N,1.84139965711913°E                                                                      |                                            |                       | Modifica les dades a Wikidata |
|        | Cal Millars                  | Casserres | masia         |                                          | 42° 00′ 53″ N, 1° 49′ 16″ E / 42.0147762554032°N,1.82111006328762°E                                                                      |                                            |                       | Modifica les dades a Wikidata |
|        | Cal Minguet                  | Casserres | masia         |                                          | 42° 00′ 47″ N, 1° 49′ 14″ E / 42.013057912152°N,1.82041718397106°E                                                                       |                                            |                       | Modifica les dades a Wikidata |
|        | Cal Miquel                   | Casserres | masia         |                                          | 42° 00′ 04″ N, 1° 49′ 35″ E / 42.0010766060475°N,1.8263015399478°E                                                                       |                                            |                       | Modifica les dades a Wikidata |
|        | Cal Notxes                   | Casserres | masia         |                                          | 42° 02′ 07″ N, 1° 52′ 38″ E / 42.0353692127674°N,1.87722102451325°E                                                                      |                                            |                       | Modifica les dades a Wikidata |
|        | Cal Paraire                  | Casserres | masia         |                                          | 42° 00′ 08″ N, 1° 49′ 52″ E / 42.002355833774°N,1.8312244646937°E                                                                        |                                            |                       | Modifica les dades a Wikidata |
|        | Cal Pasqual                  | Casserres | masia         |                                          | 41° 59′ 56″ N, 1° 49′ 19″ E / 41.9989333535084°N,1.821933827723°E                                                                        |                                            |                       | Modifica les dades a Wikidata |
|        | Cal Peixó                    | Casserres | masia         |                                          | 42° 00′ 41″ N, 1° 49′ 38″ E / 42.0114792130027°N,1.82719719027057°E                                                                      |                                            |                       | Modifica les dades a Wikidata |
|        | Cal Perdiu                   | Casserres | masia         |                                          | 42° 00′ 28″ N, 1° 49′ 20″ E / 42.0078626412681°N,1.82231249263163°E                                                                      |                                            |                       | Modifica les dades a Wikidata |
|        | Cal Perdius                  | Casserres | masia         |                                          | 42° 00′ 26″ N, 1° 49′ 32″ E / 42.007193178416°N,1.82553700839427°E                                                                       |                                            |                       | Modifica les dades a Wikidata |
|        | Cal Pitra                    | Casserres | masia         |                                          | 42° 01′ 01″ N, 1° 50′ 23″ E / 42.0168292557319°N,1.83962339998524°E                                                                      |                                            |                       | Modifica les dades a Wikidata |
|        | Cal Pou Sastre               | Casserres | masia         |                                          | 42° 00′ 10″ N, 1° 49′ 54″ E / 42.0026977568063°N,1.83159680296042°E                                                                      |                                            |                       | Modifica les dades a Wikidata |
|        | Cal Puntes                   | Casserres | masia         |                                          | 42° 02′ 11″ N, 1° 52′ 19″ E / 42.0363794303881°N,1.87186327822933°E                                                                      |                                            |                       | Modifica les dades a Wikidata |
|        | Cal Roc                      | Casserres | masia         |                                          | 42° 01′ 09″ N, 1° 48′ 42″ E / 42.0192192467234°N,1.81177617783361°E                                                                      |                                            |                       | Modifica les dades a Wikidata |
|        | Cal Ros                      | Casserres | masia         |                                          | 42° 01′ 13″ N, 1° 49′ 03″ E / 42.020215973657°N,1.81759142631827°E                                                                       |                                            |                       | Modifica les dades a Wikidata |
|        | Cal Sargantana               | Casserres | masia         |                                          | 42° 01′ 25″ N, 1° 51′ 13″ E / 42.0236354028844°N,1.85369238745034°E                                                                      |                                            |                       | Modifica les dades a Wikidata |
|        | Cal Selva                    | Casserres | masia         |                                          | 42° 00′ 26″ N, 1° 50′ 37″ E / 42.0071149531976°N,1.84355554827731°E                                                                      |                                            |                       | Modifica les dades a Wikidata |
|        | Cal Soena                    | Casserres | masia         |                                          | 42° 00′ 49″ N, 1° 49′ 22″ E / 42.0135492186767°N,1.82265442981081°E                                                                      |                                            |                       | Modifica les dades a Wikidata |
|        | Cal Solera                   | Casserres | masia         |                                          | 42° 02′ 49″ N, 1° 52′ 26″ E / 42.047007913908°N,1.87378982299371°E                                                                       |                                            |                       | Modifica les dades a Wikidata |
|        | Cal Talaia                   | Casserres | masia         |                                          | 42° 00′ 22″ N, 1° 49′ 21″ E / 42.0061897395926°N,1.82253656043497°E                                                                      |                                            |                       | Modifica les dades a Wikidata |
|        | Cal Teuler                   | Casserres | masia         |                                          | 42° 02′ 07″ N, 1° 52′ 35″ E / 42.0352879524881°N,1.87628012464564°E                                                                      |                                            |                       | Modifica les dades a Wikidata |
|        | Cal Tonis                    | Casserres | masia         | 18th century                             | 42° 00′ 24″ N, 1° 49′ 56″ E / 42.0066231928867°N,1.83234611775294°E ca:Clot de els barraques                                             |                                            |                       | Modifica les dades a Wikidata |
|        | Cal Ventura                  | Casserres | masia         |                                          | 42° 00′ 26″ N, 1° 50′ 00″ E / 42.0070928726404°N,1.83336397092303°E                                                                      |                                            |                       | Modifica les dades a Wikidata |
|        | Cal Vimdet                   | Casserres | masia         |                                          | 42° 00′ 42″ N, 1° 49′ 27″ E / 42.0115736527288°N,1.82410383419504°E                                                                      |                                            |                       | Modifica les dades a Wikidata |
|        | Cal Xaies                    | Casserres | masia         |                                          | 42° 00′ 46″ N, 1° 50′ 54″ E / 42.0128178166065°N,1.84821053071517°E                                                                      |                                            |                       | Modifica les dades a Wikidata |
|        | Cal Xitus                    | Casserres | masia         |                                          | 42° 01′ 20″ N, 1° 50′ 14″ E / 42.0220996230577°N,1.83711183809274°E                                                                      |                                            |                       | Modifica les dades a Wikidata |
|        | Cal Xonill                   | Casserres | masia         |                                          | 42° 00′ 26″ N, 1° 49′ 55″ E / 42.0071330258059°N,1.83199867096735°E ca:Clot de les Barraques                                             |                                            |                       | Modifica les dades a Wikidata |
|        | Can Bernadàs                 | Casserres | masia         |                                          | 42° 00′ 53″ N, 1° 50′ 32″ E / 42.0146673081392°N,1.84225931011794°E                                                                      |                                            |                       | Modifica les dades a Wikidata |
|        | Can Font dels Ardits         | Casserres | masia         |                                          | 42° 01′ 21″ N, 1° 49′ 06″ E / 42.0225029965305°N,1.81840663716508°E                                                                      |                                            |                       | Modifica les dades a Wikidata |
|        | Can Montolat                 | Casserres | masia         |                                          | 42° 01′ 16″ N, 1° 49′ 55″ E / 42.0211023737164°N,1.83203290436465°E                                                                      |                                            |                       | Modifica les dades a Wikidata |
|        | Can Roca                     | Casserres | masia         |                                          | 42° 01′ 20″ N, 1° 50′ 52″ E / 42.0222710554214°N,1.84785873660265°E                                                                      |                                            |                       | Modifica les dades a Wikidata |
|        | Canudes                      | Casserres | masia         | Estil: arquitectura popular              | 42° 01′ 59″ N, 1° 51′ 05″ E / 42.033047°N,1.851514°E                                                                                     | bé integrant del patrimoni cultural català | Canudas (Casserres)   | Modifica les dades a Wikidata |
|        | Casa Gran                    | Casserres | masia         |                                          | 41° 59′ 46″ N, 1° 52′ 32″ E / 41.9962280149369°N,1.87547045003406°E                                                                      |                                            |                       | Modifica les dades a Wikidata |
|        | Casa del Guixaró             | Casserres | masia         |                                          | 41° 59′ 54″ N, 1° 52′ 37″ E / 41.9983510069948°N,1.87705100797516°E                                                                      |                                            |                       | Modifica les dades a Wikidata |
|        | Corral de Vilanova           | Casserres | masia         |                                          | 42° 00′ 11″ N, 1° 49′ 39″ E / 42.0030787531584°N,1.82744809316184°E                                                                      |                                            |                       | Modifica les dades a Wikidata |
|        | Figueroles                   | Casserres | masia         |                                          | 42° 02′ 07″ N, 1° 52′ 02″ E / 42.0353516168068°N,1.86718188375154°E                                                                      |                                            |                       | Modifica les dades a Wikidata |
|        | Menudells                    | Casserres | masia         |                                          | 42° 01′ 51″ N, 1° 52′ 05″ E / 42.0309383379358°N,1.86808172012702°E                                                                      |                                            |                       | Modifica les dades a Wikidata |
|        | Ripés                        | Casserres | masia         | 18th century                             | 42° 00′ 12″ N, 1° 49′ 13″ E / 42.0033668241755°N,1.82040302528031°E ca:Clot de les barraques                                             |                                            |                       | Modifica les dades a Wikidata |
|        | Serra-seca                   | Casserres | masia         |                                          | 42° 01′ 08″ N, 1° 50′ 04″ E / 42.0189020132926°N,1.83441631346464°E                                                                      |                                            |                       | Modifica les dades a Wikidata |
|        | Serrajoana                   | Casserres | masia         | 1760                                     | 42° 01′ 20″ N, 1° 49′ 42″ E / 42.022141509317°N,1.8284464254646°E ca:A l'oest del terme municipal; per sota la Rovirassa                 |                                            |                       | Modifica les dades a Wikidata |
|        | Soler de Sant Pau            | Casserres | masia         | Estil: arquitectura popular              | 42° 02′ 08″ N, 1° 50′ 21″ E / 42.035525°N,1.839114°E ca:Sant Pau de Casserres                                                            | bé integrant del patrimoni cultural català |                       | Modifica les dades a Wikidata |
|        | Trullar                      | Casserres | masia         |                                          | 42° 01′ 47″ N, 1° 50′ 03″ E / 42.029662458199°N,1.83419557150824°E                                                                       |                                            |                       | Modifica les dades a Wikidata |
|        | Viladases                    | Casserres | masia         |                                          | 42° 00′ 42″ N, 1° 52′ 29″ E / 42.0117664876708°N,1.87478615732614°E ca:A l'est del terme municipal                                       |                                            |                       | Modifica les dades a Wikidata |
|        | Vilanova                     | Casserres | masia         |                                          | 42° 01′ 01″ N, 1° 51′ 10″ E / 42.016982673483°N,1.8526962496554°E                                                                        |                                            |                       | Modifica les dades a Wikidata |
|        | el Capllarg                  | Casserres | masia         |                                          | 42° 00′ 51″ N, 1° 49′ 18″ E / 42.0142776940957°N,1.82167482060005°E                                                                      |                                            |                       | Modifica les dades a Wikidata |
|        | el Torrentó                  | Casserres | masia         |                                          | 42° 01′ 16″ N, 1° 50′ 25″ E / 42.0212041453425°N,1.84029271670669°E                                                                      |                                            |                       | Modifica les dades a Wikidata |
|        | el Vinçà                     | Casserres | masia         |                                          | 42° 02′ 26″ N, 1° 51′ 01″ E / 42.040658848768°N,1.85022090506329°E ca:Canudes - Al peu del Serrat dels tres Hereus                       |                                            |                       | Modifica les dades a Wikidata |
|        | els Colls                    | Casserres | masia         |                                          | 42° 02′ 17″ N, 1° 52′ 00″ E / 42.0379403611733°N,1.86666471832415°E                                                                      |                                            |                       | Modifica les dades a Wikidata |
|        | els Colls del Lledó          | Casserres | masia         |                                          | 42° 00′ 12″ N, 1° 50′ 15″ E / 42.0034699367097°N,1.83757193078619°E                                                                      |                                            |                       | Modifica les dades a Wikidata |
|        | els Pisos de Santa Rosa      | Casserres | masia edifici |                                          | 42° 02′ 51″ N, 1° 52′ 16″ E / 42.0474315667916°N,1.87107564491887°E                                                                      |                                            |                       | Modifica les dades a Wikidata |
|        | els Porxos                   | Casserres | masia         |                                          | 42° 01′ 42″ N, 1° 51′ 11″ E / 42.0281965030696°N,1.85317556575135°E                                                                      |                                            |                       | Modifica les dades a Wikidata |
|        | la Barraca                   | Casserres | masia         |                                          | 42° 00′ 41″ N, 1° 51′ 10″ E / 42.0115204803016°N,1.85266606786452°E                                                                      |                                            |                       | Modifica les dades a Wikidata |
|        | la Barraca del Lledó         | Casserres | masia         |                                          | 42° 00′ 23″ N, 1° 51′ 30″ E / 42.0064525822886°N,1.85836026226956°E                                                                      |                                            |                       | Modifica les dades a Wikidata |
|        | la Bauma                     | Casserres | masia         |                                          | 42° 02′ 21″ N, 1° 52′ 34″ E / 42.039178176036°N,1.87622366203134°E                                                                       |                                            |                       | Modifica les dades a Wikidata |
|        | la Bauma                     | Casserres | masia         |                                          | 42° 00′ 58″ N, 1° 50′ 10″ E / 42.016198502573°N,1.83603576494475°E ca:A l'alçada del PK 8 de la Ctra. BV-4131 de l'Espunyola a Casserres |                                            |                       | Modifica les dades a Wikidata |
|        | la Cabana                    | Casserres | masia         |                                          | 42° 00′ 41″ N, 1° 49′ 56″ E / 42.011372817791°N,1.8322670323712°E                                                                        |                                            |                       | Modifica les dades a Wikidata |
|        | la Casa Nova del Bellús      | Casserres | masia         |                                          | 42° 00′ 26″ N, 1° 50′ 12″ E / 42.0073424431333°N,1.83665611708032°E                                                                      |                                            |                       | Modifica les dades a Wikidata |
|        | la Casa Nova del Fàbrega     | Casserres | masia         |                                          | 42° 00′ 36″ N, 1° 49′ 38″ E / 42.0100929734259°N,1.82727096320863°E                                                                      |                                            |                       | Modifica les dades a Wikidata |
|        | la Casa Nova del Pujol       | Casserres | masia         |                                          | 42° 02′ 12″ N, 1° 49′ 37″ E / 42.036536606907°N,1.8269739092304°E                                                                        |                                            |                       | Modifica les dades a Wikidata |
|        | la Casanova del Molí de Dalt | Casserres | masia         |                                          | 41° 58′ 36″ N, 1° 49′ 08″ E / 41.97670024111°N,1.81880719702039°E                                                                        |                                            |                       | Modifica les dades a Wikidata |
|        | la Caseta                    | Casserres | masia         |                                          | 42° 01′ 00″ N, 1° 50′ 52″ E / 42.016549847538°N,1.8476480026351°E                                                                        |                                            |                       | Modifica les dades a Wikidata |
|        | la Font de l'Ametlla         | Casserres | masia         |                                          | 42° 02′ 41″ N, 1° 52′ 19″ E / 42.0447018159498°N,1.87190936867966°E                                                                      |                                            |                       | Modifica les dades a Wikidata |
|        | la Resclosa                  | Casserres | masia         |                                          | 42° 02′ 29″ N, 1° 52′ 35″ E / 42.0414317587577°N,1.87642559527173°E ca:L'Ametlla, a l'est del terme municipal a tocar del riu Llobregat  |                                            |                       | Modifica les dades a Wikidata |
|        | la Rocatova                  | Casserres | masia         |                                          | 42° 00′ 55″ N, 1° 49′ 12″ E / 42.0153322616289°N,1.82000075464253°E                                                                      |                                            |                       | Modifica les dades a Wikidata |
|        | la Rovirassa                 | Casserres | masia         |                                          | 42° 01′ 55″ N, 1° 48′ 58″ E / 42.031906°N,1.816122°E                                                                                     |                                            |                       | Modifica les dades a Wikidata |
|        | la Rovirassa de Baix         | Casserres | masia         |                                          | 42° 01′ 52″ N, 1° 49′ 07″ E / 42.0311786319746°N,1.81864460480674°E                                                                      |                                            |                       | Modifica les dades a Wikidata |
|        | la Sala de Fonollet          | Casserres | masia         |                                          | 41° 59′ 37″ N, 1° 50′ 29″ E / 41.99358°N,1.841323°E                                                                                      |                                            |                       | Modifica les dades a Wikidata |
|        | la Torre del Boixader        | Casserres | masia         |                                          | 42° 00′ 43″ N, 1° 49′ 29″ E / 42.0120035542321°N,1.82474805814227°E                                                                      |                                            |                       | Modifica les dades a Wikidata |
|        | la Torreta                   | Casserres | masia         |                                          | 42° 00′ 27″ N, 1° 49′ 40″ E / 42.0075480788666°N,1.82765583520433°E                                                                      |                                            |                       | Modifica les dades a Wikidata |
|        | les Tres Creus               | Casserres | masia         | 20th century                             | 42° 01′ 02″ N, 1° 50′ 29″ E / 42.0172537451324°N,1.84152396303595°E ca:Carretera BV-4132 PK 0+750                                        |                                            |                       | Modifica les dades a Wikidata |

## molí d'aigua
| imatge | Nom               | Ubicat a  | instància de | Detalls | coordenades                                                         | Protecció | Commons (més fotos) | Dades a WD                    |
| ------ | ----------------- | --------- | ------------ | ------- | ------------------------------------------------------------------- | --------- | ------------------- | ----------------------------- |
|        | Molí de Baix      | Casserres | molí d'aigua |         | 41° 58′ 43″ N, 1° 49′ 30″ E / 41.9786826662476°N,1.82504717800237°E |           |                     | Modifica les dades a Wikidata |
|        | Molí del Bernadàs | Casserres | molí d'aigua |         | 42° 01′ 14″ N, 1° 50′ 56″ E / 42.020548295427°N,1.8490086742062°E   |           |                     | Modifica les dades a Wikidata |

## muntanya
| imatge | Nom                     | Ubicat a            | instància de | Detalls | coordenades                                                       | Protecció | Commons (més fotos) | Dades a WD                    |
| ------ | ----------------------- | ------------------- | ------------ | ------- | ----------------------------------------------------------------- | --------- | ------------------- | ----------------------------- |
|        | Roc de la Mel           | Casserres           | muntanya     |         | 41° 59′ 45″ N, 1° 49′ 10″ E / 41.99575°N,1.81958333°E 568 msnm    |           |                     | Modifica les dades a Wikidata |
|        | Roc del Còdol           | Casserres           | muntanya     |         | 41° 59′ 00″ N, 1° 48′ 51″ E / 41.98325°N,1.81413889°E 591.3 msnm  |           |                     | Modifica les dades a Wikidata |
|        | Serrat Roig             | Casserres           | muntanya     |         | 42° 01′ 29″ N, 1° 49′ 51″ E / 42.02475°N,1.83088889°E 587.4 msnm  |           |                     | Modifica les dades a Wikidata |
|        | Serrat del Gall         | Casserres           | muntanya     |         | 42° 02′ 26″ N, 1° 51′ 14″ E / 42.04052778°N,1.85380556°E 655 msnm |           |                     | Modifica les dades a Wikidata |
|        | Serrat dels Lladres     | Avià Casserres      | muntanya     |         | 42° 02′ 41″ N, 1° 50′ 49″ E / 42.04483333°N,1.84686111°E 682 msnm |           |                     | Modifica les dades a Wikidata |
|        | Serrat dels Tres Hereus | Avià Casserres      | muntanya     |         | 42° 02′ 41″ N, 1° 50′ 49″ E / 42.044844°N,1.846832°E 663 msnm     |           |                     | Modifica les dades a Wikidata |
|        | Tossal d'Irene          | Puig-reig Casserres | muntanya     |         | 42° 00′ 12″ N, 1° 51′ 46″ E / 42.0033°N,1.86286°E 622.1 msnm      |           |                     | Modifica les dades a Wikidata |

## pont
| imatge | Nom                | Ubicat a            | instància de  | Detalls                                                               | coordenades                                                             | Protecció | Commons (més fotos)             | Dades a WD                    |
| ------ | ------------------ | ------------------- | ------------- | --------------------------------------------------------------------- | ----------------------------------------------------------------------- | --------- | ------------------------------- | ----------------------------- |
|        | viaducte de Clarà  | Gironella Casserres | pont viaducte | 2007 Travessa: riera de Clarà Hi passa: C-16 E09 Llarg: 280m Alt: 50m | 42° 00′ 19″ N, 1° 52′ 53″ E / 42.00515662606597°N,1.8814194202423096°E  |           |                                 | Modifica les dades a Wikidata |
|        | viaducte del Lladó | Puig-reig Casserres | pont viaducte | 2007 Hi passa: C-16 E09 Llarg: 190m Alt: 45m                          | 41° 59′ 37″ N, 1° 53′ 02″ E / 41.993539731019254°N,1.8840265274047856°E |           | Viaductes del Torrent del Lladó | Modifica les dades a Wikidata |

## pont de carretera
| imatge | Nom                   | Ubicat a  | instància de               | Detalls                                                          | coordenades                                                            | Protecció | Commons (més fotos) | Dades a WD                    |
| ------ | --------------------- | --------- | -------------------------- | ---------------------------------------------------------------- | ---------------------------------------------------------------------- | --------- | ------------------- | ----------------------------- |
|        | viaducte de Casserres | Casserres | pont de carretera viaducte | 1980s Travessa: riera de Clarà Llarg: 88m Llum: 21.7m            | 42° 00′ 17″ N, 1° 52′ 59″ E / 42.00471415450371°N,1.8830716609954836°E |           |                     | Modifica les dades a Wikidata |
|        | viaducte de Gironella | Casserres | pont de carretera viaducte | 2007 Travessa: Llobregat Hi passa: C-16 E09 Llarg: 186m Alt: 19m | 42° 02′ 36″ N, 1° 52′ 34″ E / 42.04328132836579°N,1.8761032819747927°E |           |                     | Modifica les dades a Wikidata |

## Misc
| imatge | Nom                                       | Ubicat a                                                                          | instància de         | Detalls                                                                            | coordenades | Protecció                                            | Commons (més fotos)             | Dades a WD                    |
| ------ | ----------------------------------------- | --------------------------------------------------------------------------------- | -------------------- | ---------------------------------------------------------------------------------- | --- | ---------------------------------------------------- | ------------------------------- | ----------------------------- |
|        | Carrer Major                              | Casserres                                                                         | carrer               | Estil: arquitectura popular                                                        | 42° 00′ 54″ N, 1° 50′ 28″ E / 42.014873°N,1.841221°E                                                                                  | bé integrant del patrimoni cultural català           | Carrer Major (Casserres)        | Modifica les dades a Wikidata |
|        | Castell de Casserres                      | Casserres                                                                         | castell              |                                                                                    | 42° 01′ 34″ N, 1° 50′ 35″ E / 42.02614°N,1.84305°E ca:Serrat del castell                                                              | bé d'interès cultural bé cultural d'interès nacional | Castell de Casserres (Berguedà) | Modifica les dades a Wikidata |
|        | Llobregat                                 | Catalunya província de Barcelona Catalunya Central Àmbit Metropolità de Barcelona | riu                  | Desemboca: mar Mediterrània Llarg: 175km Conca: 4948.3km²                          | 42° 16′ 57″ N, 2° 00′ 46″ E / 42.282412°N,2.012826°E 41° 18′ 08″ N, 2° 07′ 55″ E / 41.302248°N,2.131948°E                             |                                                      | Llobregat                       | Modifica les dades a Wikidata |
|        | Pantà de Casserres                        | Casserres                                                                         | embassament          | Superfície: 7.11ha                                                                 | 42° 01′ 46″ N, 1° 50′ 31″ E / 42.0295°N,1.84198°E                                                                                     |                                                      |                                 | Modifica les dades a Wikidata |
|        | Poblat ibèric del Serrat dels Tres Hereus | Casserres Avià                                                                    | poblat ibèric        |                                                                                    | 42° 02′ 40″ N, 1° 50′ 48″ E / 42.04448333°N,1.84654444°E Serrat dels Lladres                                                          |                                                      |                                 | Modifica les dades a Wikidata |
|        | alzina dels Colls                         | Casserres                                                                         | arbre singular       | Taxon: carrasca (Quercus rotundifolia) Ample: 28.6m Alt: 16m Perímetre: 3.8m       | 42° 00′ 18″ N, 1° 50′ 04″ E / 42.00509°N,1.83458°E ca:Camps de l'Alzina Grossa. 632 msnm                                              | arbre monumental                                     | Alzina dels Colls               | Modifica les dades a Wikidata |
|        | barraca del Bellús                        | Casserres                                                                         | cabana               |                                                                                    | 42° 00′ 09″ N, 1° 49′ 09″ E / 42.0024978415853°N,1.81910291125437°E                                                                   |                                                      |                                 | Modifica les dades a Wikidata |
|        | carrer Major i plaça de la Creu           | Casserres                                                                         | conjunt urbà         |                                                                                    | | bé d'interès cultural                                |                                 | Modifica les dades a Wikidata |
|        | casa consistorial de Casserres            | Casserres                                                                         | casa consistorial    |                                                                                    | 42° 00′ 52″ N, 1° 50′ 29″ E / 42.0144247°N,1.8412589°E                                                                                |                                                      | Ajuntament de Casserres         | Modifica les dades a Wikidata |
|        | creu de la plaça de Casserres             | Casserres                                                                         | creu monumental      |                                                                                    | 42° 00′ 51″ N, 1° 50′ 31″ E / 42.01422533946483°N,1.841992053532201°E                                                                 |                                                      |                                 | Modifica les dades a Wikidata |
|        | plaça de la Creu                          | Casserres                                                                         | plaça                | Estil: arquitectura popular 17th century                                           | 42° 00′ 51″ N, 1° 50′ 28″ E / 42.014096°N,1.84123°E                                                                                   | bé integrant del patrimoni cultural català           | Plaça de la Creu (Casserres)    | Modifica les dades a Wikidata |
|        | pont del Carrilet                         | Gironella Casserres                                                               | pont ferroviari pont | 1887 19th century Travessa: riera de Clarà Hi passa: línia Manresa-Berga-Guardiola | 42° 00′ 16″ N, 1° 53′ 02″ E / 42.00451484198389°N,1.8839728832244875°E ca:ubicat al pas de la riera de Clarà, tocant a Viladomiu Nou. |                                                      |                                 | Modifica les dades a Wikidata |
|        | riera de Merola                           | Viver i Serrateix Casserres Puig-reig                                             | curs d'aigua         | Desemboca: Llobregat                                                               | 41° 58′ 52″ N, 1° 46′ 56″ E / 41.981046°N,1.782164°E 41° 55′ 01″ N, 1° 53′ 09″ E / 41.91703°N,1.885707°E                              |                                                      | Riera de Merola                 | Modifica les dades a Wikidata |